# 阿曼达·埃尔莫尔
阿曼达·埃尔莫尔（英語：Amanda Elmore，1991年3月13日—），美国女子赛艇运动员。她曾代表美国参加2016年夏季奥林匹克运动会赛艇比赛，获得女子八人单桨有舵手金牌。